# Баланны
Баланны́ (тат. Баланлы) — село в Муслюмовском районе Республики Татарстан, административный центр Баланнинского сельского поселения.

## Этимология
Топоним произошел от гидронима «Баланлы» (Баланника).

## География
Село находится на реке Баланнинка, в 17 км к юго-западу от села Муслюмово.

## История
Село основано в XVIII веке. В XVIII–XIX веках жители входили в сословия  тептярей, башкир-вотчинников и государственных крестьян. Их основные занятия в этот период — земледелие и скотоводство, были распространены заготовка кизяка на продажу, извоз.
В «Списке населенных мест по сведениям 1870 года», изданном в 1877 году, населённый пункт упомянут как деревня Баланлы 2-го стана Мензелинского уезда Уфимской губернии. Располагалась при речке Баланлынке, по левую сторону просёлочной дороги из Мензелинска в Бугульму, в 64 верстах от уездного города Мензелинска и в 15 верстах от становой квартиры в селе Александровское (Кармалы). В деревне, в 101 дворах жили 630 человек (308 мужчин и 322 женщины, татары, тептяри, башкиры), были мечеть, училище, водяная мельница. Жители занимались земледелием, скотоводством.
По сведениям начала XX века, в селе функционировали мечеть, медресе и водяная мельница. В этот период земельный надел сельской общины составлял 3386,5 десятины.
До 1920 года село входило в Ново-Шуганскую волость Мензелинского уезда Уфимской губернии. С 1920 года в составе Мензелинского кантона ТАССР. С 10 августа 1930 года село в Муслюмовском, с 1 февраля 1963 года — в Сармановском, с 12 января 1965 года в Муслюмовском районах. 
В 1929 году в селе организован колхоз «Маданият» (первый председатель – Г. Сулейманов), в 1950 году в его состав вошел колхоз «Кызыл Шарык» (поселок Чия-Тубя, деревня Элемта), в 1957 году вошел в состав объединённого совхоза «Муслюмовский», в 1975 году переименован в совхоз «Михайловский». В 1990 году село выделилось в составе совхоза «Баланнинский». Ныне отделение ООО «Агрофирма «Муслюмовский».

## Население
| 1858 | 1870 | 1884 | 1920 | 1922 | 1926 | 1949 | 1958 | 1970 | 1979 | 1989 | 2002 | 2010 | 2017 |
| ---- | ---- | ---- | ---- | ---- | ---- | ---- | ---- | ---- | ---- | ---- | ---- | ---- | ---- |
| 510  | 630  | 751  | 1215 | 847  | 754  | 595  | 557  | 649  | 553  | 386  | 370  | 312  | 291  |

Национальный состав села — татары.

## Экономика
Жители занимаются полеводством, мясо-молочным скотоводством, овцеводством.

## Инфраструктура
Неполная средняя школа, детский сад, дом культуры, библиотека, фельдшерско-акушерский пункт. При доме культуры работают хореографический коллектив «Сердэш», хоровой коллектив «Сандугач», театральный коллектив «Балкыш» (все – с 2012 года).
В центре села в 1970 году установлен памятник Советскому солдату>. 

## Религия
Мечеть «Курбангали» (с 1998 года).

## Известные люди
- И. И. Имамов (р. 1932) — скульптор, резчик по дереву;
- З. К. Кашапов — механизатор, Герой Социалистического Труда, участник Великой Отечественной войны.